# Stanisław Wytyczak

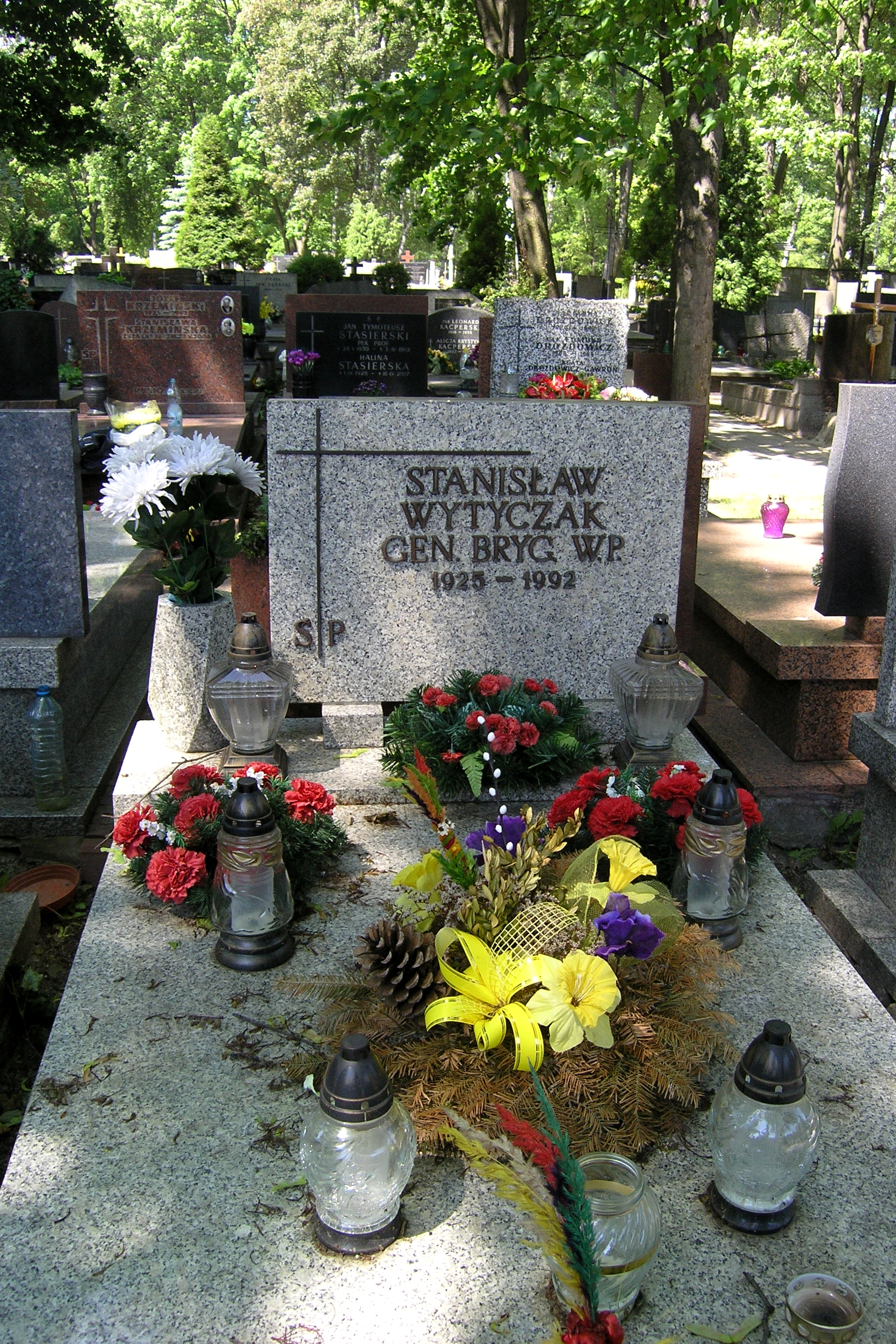
Grób gen. Stanisława Wytyczaka na Cmentarzu Wojskowym na Powązkach

Stanisław Wytyczak (ur. 15 września 1925 w Samborze, zm. 29 listopada 1992 w Warszawie) – generał brygady Wojska Polskiego

## Życiorys
Do 1939 skończył dwie klasy gimnazjum w Samborze, naukę kontynuował także podczas okupacji sowieckiej, w 1944 skończył sowiecką szkołę średnią. W lutym 1944 wstąpił do WP w Jarosławiu. Skończył Oficerską Szkołę Piechoty, od 1 września 1945 do 28 października 1947 brał udział w walkach z polskim i ukraińskim podziemiem w powiatach Lubartów, Sanok, Przemyśl. W latach 1948–1949 w Centrum Wyszkolenia Piechoty w Rembertowie, po jego ukończeniu został szefem sztabu 9 pułku piechoty w Rzeszowie. Szczyt jego kariery w WP przypadł na lata stalinizmu, kiedy to masowo aresztowano oficerów przedwojennych, sprawujących funkcje dowódcze. 12 lipca 1951 został szefem sztabu 9 Drezdeńskiej Dywizji Piechoty. W listopadzie 1953 roku, w wieku zaledwie 28 lat został dowódcą 9 Drezdeńskiej Dywizji Piechoty. Od września 1955 dowódca 8 Korpusu Armijnego w Olsztynie. W 1956 roku został szefem Zarządu I Szkolenia Bojowego w Głównym Zarządzie Szkolenia Bojowego. 1958–1960 studiował w Akademii Sztabu Generalnego Sił Zbrojnych ZSRR im. K. Woroszyłowa w Moskwie, po jej ukończeniu został zastępcą dowódcy Warszawskiego Okręgu Wojskowego ds. operacyjnych. W październiku 1962 mianowany generałem brygady; nominację wręczył mu w Belwederze przewodniczący Rady Państwa PRL Aleksander Zawadzki. 25 lipca 1964 został szefem Departamentu Kadr MON. Od 20 października 1968 zastępca Głównego Inspektora Obrony Terytorialnej – szef Inspektoratu Obrony Terytorialnej Kraju. W 1971 roku ukończył kurs szczebla operacyjno-taktycznego w Akademii Sztabu Generalnego Sił Zbrojnych ZSRR im. K. Woroszyłowa w Moskwie. W 1972 roku objął stanowisko zastępcy Głównego Inspektora Szkolenia – Inspektora Szkolnictwa, które sprawował do 1980 roku. W 1980 roku został pełnomocnikiem MON ds. przeszkolenia wojskowego absolwentów szkół wyższych. W latach 1981–1986 był szefem Zarządu X Mobilizacji i Uzupełnień Sztabu Generalnego WP. Od 10 grudnia 1986 do 22 sierpnia 1988 szef Misji Polskiej w Komisji Nadzorczej Państw Neutralnych w Korei. W lutym 1989 przeniesiony w stan spoczynku. W WP służył 45 lat, z czego 27 w stopniu generała. Pochowany 04.12.1992 r. na Cmentarzu Komunalnym (d. Wojskowy) na Powązkach w Warszawie (kwat. BII-11-7).
Według materiałów zgromadzonych przez Instytut Pamięci Narodowej był tajnym współpracownikiem Informacji Wojskowej. Nosił pseudonim „Wisłok”. Został zwerbowany w 1946 r. podczas studiów w Wyższej Szkole Piechoty.
W okresie służby wojskowej był wielokrotnie wyróżniany za organizację i kierowanie ćwiczeniami „Podlasie-62”. „Mazowsze-63”, „Wrzos-69”, „Warmia-69”, „Ziemia Lubuska”.

## Awanse
- podporucznik – 10 lipca 1945
- porucznik – 17 grudnia 1946
- kapitan – 21 stycznia 1949
- major – 5 czerwca 1951
- podpułkownik – 27 kwietnia 1953
- pułkownik – 16 września 1955
- generał brygady – 6 października 1962

## Życie prywatne
Był synem Wiktora i Marii. Mieszkał w Warszawie. Od 1948 żonaty z Wandą Marią z domu Ziemba (1929-2019). Małżeństwo miało czworo dzieci.

## Odznaczenia
- Order Sztandaru Pracy I klasy (1982)
- Order Sztandaru Pracy II klasy (1968)
- Krzyż Oficerski Orderu Odrodzenia Polski (1963)
- Złoty Krzyż Zasługi (1957)
- Srebrny Krzyż Zasługi (dwukrotnie, 1946[4] i 1952)
- Srebrny Medal „Zasłużonym na Polu Chwały”
- Złoty Medal „Siły Zbrojne w Służbie Ojczyzny” (1968)
- Złoty Medal „Za zasługi dla obronności kraju”
- Medal 10-lecia Polski Ludowej
- Medal 30-lecia Polski Ludowej
- Medal 40-lecia Polski Ludowej
- Odznaka "100-lecia sportu polskiego" (1967)[5]
- Medal pamiątkowy „Za zasługi dla Warszawskiego Okręgu Wojskowego” (1970)[6]
- Złota Odznaka Pracownika Służby Zdrowia (1967)[7]
- Złota Odznaka "Zasłużony Działacz LOK" (1967)[8]
- Order Czerwonego Sztandaru (ZSRR) (1968)
- Medal III stopnia Za umacnianie przyjaźni sił zbrojnych (Czechosłowacja) (1970)
- Order Przyjaźni II klasy (koreański) (1988)
- Medal 30-lecia Rewolucyjnych Sił Zbrojnych Kuby (1987)